# Marius de Voisins-Lavernière
Marie François Joseph Victor Marius de Voisins-Lavernière (1786 - 1865) est un homme politique et poète français, membre éminent de l'Académie des Jeux floraux de Toulouse.
Il est le père d’Étienne de Voisins-Lavernière, député et sénateur du Tarn.

## Biographie
Né le 29 août 1786 à Lavaur (Tarn), Marius de Voisins-Lavernière est le fils de Jean Marius Devoisins-Lavernière (1744-1820) et de Jacquette de Corn de Queyssac. Riche propriétaire terrien, il possède de nombreux domaines dont l'hôtel de Voisins-Lavernière et les métairies de Séga, Fieuzet, Fontorbe et Pernaviale. Il est anobli par lettres patentes du 31 mai 1817, enregistrées à la cour royale de Toulouse le 11 octobre 1817. 
Il se lance en politique et devient maire de Lavaur et conseiller général du Tarn. Dans les années 1820, il commande la construction du château d'en Dumes, auprès de l'architecte Jean-Pierre Laffon. Il est ensuite élu député du Tarn le 3 juillet 1830 par 156 voix sur 256 votants. Monarchiste, il siège alors dans la majorité gouvernementale, mais il ne prête jamais serment, et est donc considéré démissionnaire le 25 septembre 1830.
Il meurt le 7 avril 1865 à Toulouse (Haute-Garonne).